# سد ميزوجاتورو
سد ميزوجاتورو  هو سد خرساني يقع في محافظة ياماغاتا في اليابان. يستخدم السد لإنتاج الطاقة. تبلغ مساحة مستجمعات المياه في السد 259.8 كيلومترًا مربعًا. يحجز السد حوالي 25 هكتارًا من الأرض عندما يمتلئ ويمكنه تخزين 1936 ألف متر مكعب من المياه. بدأ بناء السد في عام 1980 واكتمل في عام 1990. 